# Brian J. Skinner
Brian John Skinner (* 15. Dezember 1928 in Wallaroo, South Australia; † 21. August 2019) war ein australischer Geologe, Geochemiker und Mineraloge.

## Werdegang
Skinner, der Sohn eines Bankmanagers, ging in Adelaide zur Schule und studierte an der University of Adelaide mit dem Bachelor-Abschluss 1949 (Geologie, Chemie). Danach war er kurz Bergwerksgeologe in einer Zinnmine in Tasmanien, bevor er sein Studium an der Harvard University fortsetzte mit dem Master-Abschluss 1952 und der Promotion in Geologie 1954. Im Studium arbeitete er für Bergwerksgesellschaften in Kanada und Colorado. Danach war er bis 1958 Lecturer in Kristallographie an der University of Adelaide und danach beim US Geological Survey. 1961 wurde er dort Leiter der Abteilung Experimentelle Mineralogie und Geochemie. 1966 wurde er Professor an der Yale University, ab 1972 als Eugene Higgins Professor für Geologie und Geophysik. 1967 bis 1973 war er Fakultätsvorstand.
Er befasste sich experimentell und theoretisch mit der Entstehung von Erzen und mit ihnen vorkommenden Gangmineralien. Er befasste sich mit Volumeneigenschaften von Mineralien und Gesteinsverhalten bei hohen Temperaturen (zum Beispiel Kristallisation von Sulfiden aus Basaltmagmen in Hawaii, Untersuchung der Löslichkeit von Sulfiden in Silikatschmelzen) und ist Experte für Sulfidmineralien, befasste sich aber auch mit Mineralien der Platingruppe, Antimon-Arsen Mineralien und Sulfosalzen. Er erkannte als Erster die Bedeutung von organischem Schwefel in der Bildung von Erzlagern bei niedriger Temperatur und beobachtete Sulfidniederschläge im Saltonsee. Er benannte fünf neue Mineralarten. Skinner befasste sich mit verschiedenen Erz- und Mineralienlagerstätten und Ressourcenmanagement von Mineralien.
Von ihm stammen mehrere Lehrbücher über Geologie.
1985 war er Präsident der Geological Society of America und 1973 der Geochemical Society. 1979 war er Alexander Du Toit Memorial Lecturer in Südafrika. 1981 erhielt er die Silber-Medaille der Society of Economic Geologists, deren Präsident er 1995 war. Er erhielt die Geological Association of Canada Medal und war Ehrendoktor der Universität Toronto und der Colorado School of Mines. 2005 erhielt er die Penrose-Goldmedaille.
Ab 1970 war er Herausgeber von Economic Geology. 1973 bis 1975 war er Vorsitzender des Komitees für Mineralvorkommen und Umwelt der National Academy of Sciences und des National Research Council.
Er war mit der Geologin H. Catherine Wild verheiratet. Als Hobby spielte er Tennis und beobachtete Vögel.

## Schriften
- Mineral Resources of North America, in: Geology of North America, Volume A, Kapitel 20, Geological Society of America 1989
- Herausgeber mit Paul Hancock: Oxford Companion to the Earth, Oxford University Press 2000
- mit Stephen C. Porter, Barbara Murck: Blue Planet An Introduction to Earth System Science, 3. Auflage, Wiley 2011
- mit Barbara W. Murck: Geology today: understanding our planet, Wiley 1999
- mit Stephen C. Porter, Jeffrey Park: The Dynamic Earth: An Introduction to Physical Geology, 5. Auflage, Wiley 2003
- mit Barbara Murck: Visualizing Geology, Wiley, 4. Auflage 2015
- mit Zeeya Merali: Visualizing Earth Science, Wiley 2009
- mit James Craig, David Vaughan: Resources of the Earth, Prentice Hall 1988
- mit Barbara Murck, Stephen C. Porter: Environmental Geology, Wiley 1996
- mit Richard V. Dietrich: Die Gesteine und ihre Mineralien. Ein Einführungs- und Bestimmungsbuch. Ott, Thun 1984
- mit Robert B. Gordon, Tjalling Koopmans, William D. Nordhaus: Toward a New Iron Age? Quantitative Model of Resource Exhaustion, Harvard UP 1987